# ビッグショー (テレビ番組)
『ビッグショー』（BIG SHOW）は、NHK総合テレビジョンで1974年4月7日から1979年3月20日まで放送された音楽番組である。
事実上の後継番組として、1993年4月5日から2003年3月28日まで『ふたりのビッグショー』が放送された。

## 概要
1974年から1979年まで放送されたワンマンショー形式の番組。一人のスターにスポットを当て、そのスターが歌や芸を披露する。またそのスターにまつわるゲストも登場し、ショーを盛り上げる。出演者は歌謡界のビッグな歌手にとどまらず、映画俳優、舞台人、作詞家、作曲家など。番組のタイトルロゴは篠田桃紅。
毎回キャリア・歌唱力（演技力）ともに十分な実力派の人を選考。選ばれたスターは、演出家等のスタッフと何度も下打ち合わせを行い、またお互いの意見を出し合いながら台本を作った。

### 映像保存状況について
全225回中、VTRが残っているのは95回分である。初年度の1974年放送分に5回の保存がある一方、最後の年度、1978年放送分に保存がないなどバラバラな状況であるため、番組発掘プロジェクトが録画したテープの探索を呼び掛けている。
越路吹雪が出演した回は2回分、共にDVD化されている。島倉千代子、フランク永井、クールファイブ、灰田勝彦、ナナ・ムスクーリなど盛況だった回はLP化されている（未復刻）。
2014年8月1日、石原裕次郎が録画した第63回のテープ（1975年9月7日放送「あの青春の詩 そして今も」）が発見され、ヨコシネD.I.A.らによるリマスター技術で修復された。映像の一部は同年8月9日の『思い出のメロディー』内で39年ぶりに紹介され、2017年6月17日にはBSプレミアムで全編再放送された。

## 番組の歴史
1974年4月7日に番組開始。
森繁久彌、三波春夫、三橋美智也など大物達が続々と登場。また歌手に限らず、後に人間国宝となる柳家小さん・桂米朝などの落語家や、後に国民栄誉賞を受賞する古賀政男、服部良一、吉田正といった作曲家や勝新太郎も出演した。また大御所だけでなく、沢田研二、天地真理、小柳ルミ子や花の中三トリオ・新御三家といった当時の若者に人気のある歌手も出演した。
海外からも、ミルバ、ナナ・ムスクーリ、ミレイユ・マチュー、エンリコ・マシアス、ジョルジュ・ムスタキ、スリー・ディグリーズ、ブラザーズ・フォー、ジルベール・ベコー、ブレンダ・リー等が出演している。
番組の人気に加え、放送時間が大河ドラマの後（20時45分開始）で大河ドラマの視聴者をそのまま取り込むことが出来るという有利さも手伝い、番組の視聴率も15% - 20%と安定した高い数字を獲得。特に1976年2月22日から2週続けて放送された「古賀政男 歌の人生劇場 青春編」「古賀政男 歌の人生劇場 雄飛編」はそれぞれ25.2%、27.3%の高視聴率を獲得した（数字はいずれもビデオリサーチ・関東地区）。
その一方で「美空ひばりはなぜ出演しないのか」「吉田拓郎を筆頭とするフォーク・ニューミュージックの歌手はなぜ出ないのか」といった意見も視聴者から多数寄せられ、人選が難航するケースも見られた。
1976年3月まではスタジオからの放送だったが、4月からスタジオを離れNHKホールからの公開ショーとなる。NHKホールならではの豪華なワンマンショーが披露され、番組の新たな魅力となった。
長らくNHKと冷戦状態にあった美空ひばりが、1977年4月10日・17日の2週にわたり出演し大きな話題を集めた。この後はNHKとの関係も修復し、様々な番組へ出演している。
1978年4月4日より毎週火曜20時からの放送となる。火曜日第1回のメインは人気絶頂のアイドル・山口百恵。翌週11日には渡哲也が初登場した。
1978年10月3日放送回（岩崎宏美出演）からはステレオ放送を開始した。
1979年3月20日、前年大晦日の「第29回NHK紅白歌合戦」で紅白のトリを務めた沢田研二・山口百恵の出演を最後に番組は終了した。
2003年5月11日の「NHKアーカイブス」（総合テレビ）にて、1978年2月19日放送分の『ビッグショー「石原裕次郎 男ひとり 気ままな夜」』が再放送された。
2018年7月15日の「あの日 あのとき あの番組 ～NHKアーカイブス～」（総合テレビ）にて、1976年2月29日放送分の『ビッグショー「古賀政男 歌の人生劇場 雄飛編」』が再放送された。
2020年5月3日の「あの日 あのとき あの番組 ～NHKアーカイブス～」（総合テレビ）にて、1975年2月16日放送分の『ビッグショー「古関裕而 青春 涙 哀愁」』が再放送された。
2020年8月30日の「あの日 あのとき あの番組 ～NHKアーカイブス～」（総合テレビ）にて、1978年4月11日放送分の『ビッグショー「渡哲也 おれには苦手な歌だけど」』の中から渡の歌唱シーンおよびトーク映像の一部が放映された。

### BS・CS等地上波以外での再放送
2019年8月及び11月の2度に渡り、1977年1月9日放送の『ビッグショー「鶴田浩二 男の詩」』が、BS・CSの日本映画専門チャンネルでノーカット放送された。

## 放送時間
- 1974年4月7日 - 1978年4月2日：毎週日曜日 20:45 - 21:30
- 1978年4月4日 - 1979年3月20日：毎週火曜日 20:00 - 20:50

## 放送リスト
| 回 | 放送日   | サブタイトル                                         |
| -- | -------- | ---------------------------------------------------- |
| 1  | 4月7日   | お手を拝借 三波春夫                                  |
| 2  | 4月14日  | 森繁久彌 歌は語れ                                    |
| 3  | 4月21日  | 島倉千代子 涙と恋と母さんと                          |
| 4  | 4月28日  | フランク永井・青江三奈 おとなの子守唄                |
| 5  | 5月5日   | 菅原洋一 愛の讃歌                                    |
| 6  | 5月19日  | 三橋美智也 望郷の歌                                  |
| 7  | 5月26日  | ミルバ 歌う心はひとつ                                |
| 8  | 6月2日   | 都はるみ 歌は女の心だよ                              |
| 9  | 6月9日   | 笑う門には 柳家小さん                                |
| 10 | 6月23日  | 演歌でいこう人生は（春日八郎、鳳啓助、京唄子、森敦） |
| 11 | 7月14日  | 五木ひろし 涙の絶唱                                  |
| 12 | 7月28日  | 二葉百合子 人情を歌う                                |
| 13 | 8月4日   | ナナ・ムスクーリ アテネの白いバラ                    |
| 14 | 8月18日  | 和田弘と愉快な仲間たち                               |
| 15 | 8月25日  | 沢田研二 歌のある限り                                |
| 16 | 9月8日   | 服部良一 若く明るい歌声に                            |
| 17 | 9月15日  | 村田英雄 日々是好日                                  |
| 18 | 9月22日  | 橋幸夫 男のまわり舞台                                |
| 19 | 9月29日  | 水前寺清子 人生いっぽんどっこ                        |
| 20 | 10月6日  | 北島三郎 演歌魂                                      |
| 21 | 10月13日 | ルミ子と真理 はじめて二人で （小柳ルミ子、天地真理） |
| 22 | 10月20日 | 市川染五郎 愛と勇気と                                |
| 23 | 11月10日 | 岸洋子 女がひとり生きる時                            |
| 24 | 11月17日 | 森進一 さすらいの詩                                  |
| 25 | 11月24日 | デューク・エイセス 愛のハーモニー                    |
| 26 | 12月1日  | 藤圭子 二十三歳の演歌                                |
| 27 | 12月8日  | ミレイユ・マチュー パリからボンジュール              |
| 28 | 12月15日 | 三遊亭圓生 芸道寿限無                                |
| 29 | 12月22日 | 佐良直美 わが心のクリスマス                          |

| 回 | 放送日   | サブタイトル                                                           |
| -- | -------- | ---------------------------------------------------------------------- |
| 30 | 1月5日   | 藤山一郎 歌は涙か青春か                                                |
| 31 | 1月12日  | 倍賞千恵子 私の好きな夜                                                |
| 32 | 1月19日  | 田端義夫 健在なり田端ぶし                                              |
| 33 | 1月26日  | 古今亭志ん朝 '75 落語「二番煎じ」                                      |
| 34 | 2月2日   | 加山雄三 限りなき青春                                                  |
| 35 | 2月9日   | 雪村いづみ いづみからあなたへ                                          |
| 36 | 2月16日  | 古関裕而 青春 涙 哀愁                                                  |
| 37 | 2月23日  | 尾崎紀世彦 愛のメロディーを…                                           |
| 38 | 3月2日   | ちあきなおみ 女の詩                                                    |
| 39 | 3月9日   | ダークダックス 歌の旅                                                  |
| 40 | 3月16日  | 桂米朝 ごあんなァ～い                                                  |
| 41 | 3月30日  | 布施明 夜をあなたと                                                    |
| 42 | 4月6日   | 小畑実 永遠のロマンチスト                                              |
| 43 | 4月13日  | 高島忠夫 あなたと歌う夜                                                |
| 44 | 4月20日  | エンリコ・マシアス 恋と自由と太陽と                                    |
| 45 | 4月27日  | いしだあゆみ 愛のイメージ                                              |
| 46 | 5月4日   | 堺正章 28歳の序章                                                      |
| 47 | 5月11日  | ジョルジュ・ムスタキ 生きる時代                                        |
| 48 | 5月18日  | 吉田正 "異国の丘"から30年                                              |
| 49 | 5月25日  | 林家正蔵 噺家、俗に落語家という                                        |
| 50 | 6月1日   | 内山田洋とクール・ファイブ 出逢い、そして友情                          |
| 51 | 6月8日   | 森進一 男の明日は北の果てに                                            |
| 52 | 6月15日  | 島倉千代子 愛と悲しみの詩                                              |
| 53 | 6月22日  | 宝井馬琴 見てきた嘘とまこと                                            |
| 54 | 6月29日  | 北島三郎 熱情                                                          |
| 55 | 7月6日   | 遠藤実 演歌人生                                                        |
| 56 | 7月13日  | 伊東ゆかり ゆかりからあなたへ                                          |
| 57 | 7月20日  | 江利チエミ 私の歩んだ道                                                |
| 58 | 7月27日  | 都はるみ おんな命のうなり節                                            |
| 59 | 8月3日   | 三波春夫 歌の夏祭り                                                    |
| 60 | 8月10日  | 藤田まさと 詩は心のドラマ                                              |
| 61 | 8月17日  | 江戸家猫八 夏の夜を啼く虫の音も江戸育ち                                |
| 62 | 8月31日  | 金井克子 歌と踊りの世界                                                |
| 63 | 9月7日   | 石原裕次郎 あの青春の詩 - そして今も                                   |
| 64 | 9月14日  | 森山良子 愛さえあれば                                                  |
| 65 | 9月21日  | 淡谷のり子 歌ありて…                                                   |
| 66 | 9月28日  | 船村徹 演歌…ロマン、夢を…                                              |
| 67 | 10月5日  | 松尾和子 女のこころ                                                    |
| 68 | 10月19日 | 五木ひろし こころの旅路                                                |
| 69 | 11月2日  | 梓みちよ そして今は…                                                   |
| 70 | 11月16日 | 舟木一夫 愛の絶唱                                                      |
| 71 | 11月23日 | 日本の詩情・望郷（立川清登、栗本尊子、小柳ルミ子、樫山文枝、島田祐子） |
| 72 | 11月30日 | 八代亜紀 いつの日も歌を                                                |
| 73 | 12月7日  | 金原亭馬生 落語一徹                                                    |
| 74 | 12月14日 | 佐良直美 私の好きなもの                                                |
| 75 | 12月21日 | 藤浦洸作品集 優しさと哀しみと                                          |

| 回  | 放送日   | サブタイトル                                                                           |
| --- | -------- | -------------------------------------------------------------------------------------- |
| 76  | 1月4日   | ディック・ミネ 永遠の青春                                                              |
| 77  | 1月11日  | 朝丘雪路 ひとすじの白い道…                                                             |
| 78  | 1月18日  | 世界の恋人 スリー・ディグリーズを迎えて                                                |
| 79  | 1月25日  | 小林旭 明日に向かって立つ                                                              |
| 80  | 2月1日   | 高峰三枝子 優しく美しく懐かしく                                                        |
| 81  | 2月8日   | 日本の詩情・はる（栗原小巻、五十嵐喜芳、森山良子、由紀さおり）                         |
| 82  | 2月15日  | 坂本スミ子 歌いっぱいのしあわせ                                                        |
| 83  | 2月22日  | 古賀政男 歌の人生劇場 青春編                                                           |
| 84  | 2月29日  | 古賀政男 歌の人生劇場 雄飛編                                                           |
| 85  | 3月7日   | 笑福亭松鶴 上方はなし                                                                  |
| 86  | 3月14日  | 林伊佐緒 ダンスパーティーの夜                                                          |
| 87  | 3月21日  | 越路吹雪 愛そして…                                                                     |
| 88  | 3月28日  | 藤山寛美 役者の履歴書                                                                  |
| 89  | 4月4日   | 星野哲郎 人生の応援歌                                                                  |
| 90  | 4月11日  | 五木ひろし 思い出から明日へ                                                            |
| 91  | 4月18日  | 田端義夫 ギターかかえて37年                                                            |
| 92  | 4月25日  | 森進一 男の夢は果てしなく                                                              |
| 93  | 5月2日   | 日本の詩情・五月にうたう（岡本敦郎、三橋美智也、デュークエイセス、佐良直美、島田祐子） |
| 94  | 5月9日   | 都はるみ 女ひとりの心意気                                                              |
| 95  | 5月16日  | 岸洋子 今宵あなたが聞く歌は                                                            |
| 96  | 5月23日  | 北島三郎 俺には俺の歌がある                                                            |
| 97  | 5月30日  | 森光子 花はいろ歌はこころ                                                              |
| 98  | 6月6日   | 梓みちよ 華麗なるステージ                                                              |
| 99  | 6月13日  | 島倉千代子 歌ひとすじ                                                                  |
| 100 | 6月20日  | 服部良一 栄光の旋律                                                                    |
| 101 | 6月27日  | 加山雄三 39歳の青春                                                                    |
| 102 | 7月4日   | 内山田洋とクール・ファイブ このすばらしき野郎ども                                      |
| 103 | 7月11日  | 水前寺清子 涙を抱いた渡り鳥                                                            |
| 104 | 8月8日   | ちあきなおみ 私はおんな                                                                |
| 105 | 8月15日  | 布施明                                                                                 |
| 106 | 8月22日  | 堺正章 僕だって歌うさ                                                                  |
| 107 | 8月29日  | 二葉百合子 花は咲き雲は流れて四十年                                                    |
| 108 | 9月12日  | 春日八郎 今夜はしみじみ歌おうじゃないか                                                |
| 109 | 9月19日  | ダークダックス 4人で100年                                                              |
| 110 | 9月26日  | 藤圭子 涙はおんなの夢のいろ                                                            |
| 111 | 10月3日  | 小柳ルミ子 二十四歳の四季                                                              |
| 112 | 10月10日 | フランク永井 あなたに夜のロマンを                                                      |
| 113 | 10月17日 | 八代亜紀 女ひとり生きて歌って                                                          |
| 114 | 10月24日 | 三波春夫 遥かなりわが歌の道                                                            |
| 115 | 10月31日 | 佐良直美 女心を歌う夜                                                                  |
| 116 | 11月7日  | 近江俊郎 忘れじの歌声                                                                  |
| 117 | 11月14日 | ブラザース・フォー 青春の日のために                                                    |
| 118 | 11月21日 | 橋幸夫 歌ありて、夢は舞台をかけめぐる                                                  |
| 119 | 11月28日 | 青江三奈 女は命の歌だから…                                                             |
| 120 | 12月12日 | 大津美子 ここに幸あり                                                                  |
| 121 | 12月19日 | 村田英雄 王将への道                                                                    |
| 122 | 12月26日 | 高英男 わが夢は雪の彼方に                                                              |

| 回  | 放送日   | サブタイトル                                                                                               |
| --- | -------- | --- |
| 123 | 1月9日   | 鶴田浩二 男の詩                                                                                            |
| 124 | 1月16日  | 菅原洋一 愛の世界                                                                                          |
| 125 | 1月23日  | 由紀さおり 歌に恋して                                                                                      |
| 126 | 1月30日  | ジルベール・ベコー フランスの情熱                                                                          |
| 127 | 2月6日   | 和田アキ子 歌よ、おまえがあるかぎり                                                                        |
| 128 | 2月13日  | 美川憲一 哀しみは夜にぬれて                                                                                |
| 129 | 2月20日  | 松尾和子 女ひとりの命をかけて                                                                              |
| 130 | 2月27日  | 三橋美智也 人生わが芸の道                                                                                  |
| 131 | 3月13日  | ハナ肇とクレージーキャッツ われらの演奏会                                                                  |
| 132 | 3月20日  | 日本の詩情・はる（立川清登、倍賞千恵子、伊藤咲子、川田正子、川田孝子、音羽ゆりかご会、東京バレエグループ） |
| 133 | 3月27日  | 伊東ゆかり やさしい夜のように                                                                              |
| 134 | 4月3日   | 藤山一郎 遥かなりわが青春の歌                                                                              |
| 135 | 4月10日  | 美空ひばり わが命燃えつきるとも                                                                            |
| 136 | 4月17日  | 美空ひばり わが歌は永遠に語らん                                                                            |
| 137 | 4月24日  | 北島三郎 明日のために俺は生きる                                                                            |
| 138 | 5月1日   | 都はるみ 花のこころでうたいます                                                                            |
| 139 | 5月8日   | 小林旭 さすらいの詩                                                                                        |
| 140 | 5月15日  | 高峰三枝子 明日も花のように                                                                                |
| 141 | 5月22日  | 霧島昇 今こそわが歌を…                                                                                     |
| 142 | 5月29日  | 鳳蘭 私は歌う、夢を！                                                                                      |
| 143 | 6月5日   | 森進一 独り暮らしの中で                                                                                    |
| 144 | 6月12日  | ペギー葉山 わが心に歌ありて                                                                                |
| 145 | 6月19日  | 遠藤実 演歌の旅人                                                                                          |
| 146 | 6月26日  | 沢田研二 今青春のきらめきを！                                                                              |
| 147 | 7月3日   | 田端義夫 今夜もギターとふたりづれ                                                                          |
| 148 | 7月17日  | ブレンダ・リー 愛の世界                                                                                    |
| 149 | 7月24日  | 加山雄三 海よ 俺の夢を！                                                                                   |
| 150 | 7月31日  | 森昌子 あこがれは涙にゆれて                                                                                |
| 151 | 8月7日   | 平尾昌晃 男の星は消えない                                                                                  |
| 152 | 8月14日  | ミヤコ蝶々 おもろうてやがて哀しき                                                                          |
| 153 | 8月21日  | 坂本九 星空に歌を！                                                                                        |
| 154 | 8月28日  | 舟木一夫 明日も、青春の歌を！                                                                              |
| 155 | 9月4日   | 雪村いづみ 生きて歌って夢をみて                                                                            |
| 156 | 9月11日  | 森繁久彌 誰か戸を叩く                                                                                      |
| 157 | 9月18日  | 八代亜紀 しあわせは女の遠い夢だけど                                                                        |
| 158 | 9月25日  | 倍賞千恵子 東京下町・秋・慕情                                                                              |
| 159 | 10月2日  | 船村徹 巷の唄に酔いしれて                                                                                  |
| 160 | 10月9日  | 布施明 これからなんだ恋の歌は                                                                              |
| 161 | 10月16日 | ちあきなおみ おんな・夜の中で・ひとり                                                                      |
| 162 | 10月23日 | 三波春夫 終り無きわが歌の道                                                                                |
| 163 | 10月30日 | アイ・ジョージ 夢は世界を駆けめぐる                                                                        |
| 164 | 11月6日  | 小畑実 54歳の情熱                                                                                          |
| 165 | 11月13日 | 十朱幸代 私はいま ひとりが好き                                                                             |
| 166 | 11月20日 | 西城秀樹 若さを誇らしく思う時に                                                                            |
| 167 | 11月27日 | 水前寺清子 涙も笑顔もあたたかく                                                                            |
| 168 | 12月4日  | フランク永井 酒・女・そして…                                                                               |
| 169 | 12月11日 | 小柳ルミ子 海に・星が降る街で                                                                              |
| 170 | 12月18日 | デューク・エイセス 男だ！花の四重唱                                                                        |
| 171 | 12月25日 | 島倉千代子 歌えることのしあわせを…                                                                         |

| 回  | 放送日   | サブタイトル                                  |
| --- | -------- | --------------------------------------------- |
| 172 | 1月8日   | 五木ひろし 今・新らしき旅立ちを！             |
| 173 | 1月15日  | 灰田勝彦 青年・66才                           |
| 174 | 1月22日  | 加藤登紀子 12年ぶりのコンサート               |
| 175 | 1月29日  | 森田公一とトップギャラン 歌・ロマン・人間     |
| 176 | 2月5日   | 春日八郎 北国の人の情けに酔う歌は             |
| 177 | 2月12日  | 由紀さおり 夜の優しさにつつまれて             |
| 178 | 2月19日  | 石原裕次郎 男ひとり、気ままな夜               |
| 179 | 2月26日  | 藤圭子 演歌・浪曲・おんなの歌                 |
| 180 | 3月5日   | 橋幸夫 明日にむかって今日も歌う               |
| 181 | 3月12日  | 勝新太郎 たまには歌う夜もある                 |
| 182 | 3月26日  | 淡谷のり子 歌に生きて                         |
| 183 | 4月2日   | 内山田洋とクール・ファイブ 望郷の想いは今も   |
| 184 | 4月4日   | 山口百恵 19・春・きらめき                     |
| 185 | 4月11日  | 渡哲也 おれには苦手な歌だけど                 |
| 186 | 4月18日  | 千昌夫 イワテケンから来た男                   |
| 187 | 4月25日  | 森山良子 優しさをあなたに                     |
| 188 | 5月9日   | 野口五郎 夢を追いかけて                       |
| 189 | 5月16日  | 鶴岡雅義と東京ロマンチカ 新しき夢を賭けて     |
| 190 | 5月23日  | 青江三奈 歌って、踊ってみたい夜               |
| 191 | 5月30日  | 越路吹雪 私のリサイタル                       |
| 192 | 6月6日   | ダークダックス わがファミリー・コンサート     |
| 193 | 6月13日  | 石本美由起 演歌・友情・そして酒               |
| 194 | 6月20日  | 村田英雄 男の旅路                             |
| 195 | 6月27日  | 菊池章子 星移り歌はめぐりて四十年             |
| 196 | 7月4日   | 沢田研二 花と男と情熱と                       |
| 197 | 7月11日  | 三浦洸一 男の夢は今もなお                     |
| 198 | 7月18日  | 石川さゆり ふるさとからあなたへ…              |
| 199 | 8月8日   | 阿久悠 歌わない男にも歌はある                 |
| 200 | 8月22日  | 加山雄三 わが家に二男二女あり                 |
| 201 | 8月29日  | フォーリーブス 最初で最後の夜                 |
| 202 | 9月12日  | 都はるみ 花の演歌に笑いも添えて               |
| 203 | 9月19日  | 宇崎竜童 仲間と夢と心意気                     |
| 204 | 9月26日  | 森進一 青葉の城に友ありて                     |
| 205 | 10月3日  | 岩崎宏美 19歳と別れる秋に                     |
| 206 | 10月24日 | 田端義夫 歌い続けて40年これからでっせ人生は！ |
| 207 | 10月31日 | 吉田正 作曲生活30年                           |
| 208 | 11月7日  | 小柳ルミ子 嫁ぐ日を想いながら                 |
| 209 | 11月14日 | 小林旭 男が生きる哀しみは                     |
| 210 | 11月21日 | 二葉百合子 歌は花 芸はいのち                  |
| 211 | 11月28日 | 八代亜紀 女ひとり 炎のように                  |
| 212 | 12月5日  | 岡本敦郎 友よ、さわやかな歌を！！             |
| 213 | 12月12日 | 北島三郎 男がいのちを賭ける歌                 |
| 214 | 12月19日 | 藤田まさと 作詩生活五十年                     |
| 215 | 12月26日 | 美空ひばり わが歌のさだめに生きて             |

| 回  | 放送日  | サブタイトル                         |
| --- | ------- | ------------------------------------ |
| 216 | 1月9日  | 三波春夫 わが歌よ永遠に翔べ          |
| 217 | 1月16日 | 南こうせつ 夢・青春・明日            |
| 218 | 1月23日 | 森昌子 二十歳の私 伊予の旅           |
| 219 | 2月6日  | 五木ひろし ギター…わが友             |
| 220 | 2月13日 | 桜田淳子 明日への序曲                |
| 221 | 2月20日 | 菅原洋一 スサーナとともに            |
| 222 | 2月27日 | 郷ひろみ 俺の人生、俺が決める        |
| 223 | 3月6日  | 長津義司 わが歌は歳月を越えて        |
| 224 | 3月13日 | 菅原文太 男のバラード                |
| 225 | 3月20日 | 沢田研二・山口百恵 めぐり逢いそして… |